# Malat dehidrogenază

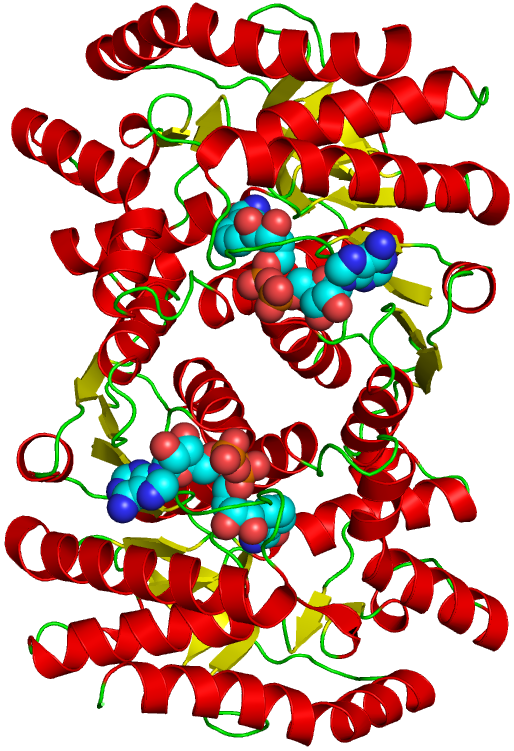
Structura MDH

Malat dehidrogenaza (MDH) (EC 1.1.1.37) este o enzimă din clasa dehidrogenazelor (oxidoreductaze) care catalizează reacția de conversie reversibilă a malatului la oxaloacetat, pe baza reducerii NAD+ la NADH. Reacția este importantă în multe căi metabolice, inclusiv în ciclul Krebs.
Reacția chimică poate fi reprezentată astfel:
Malat + NAD+ {\displaystyle \rightleftharpoons } oxaloacetat + NADH